# ラーヴァナ

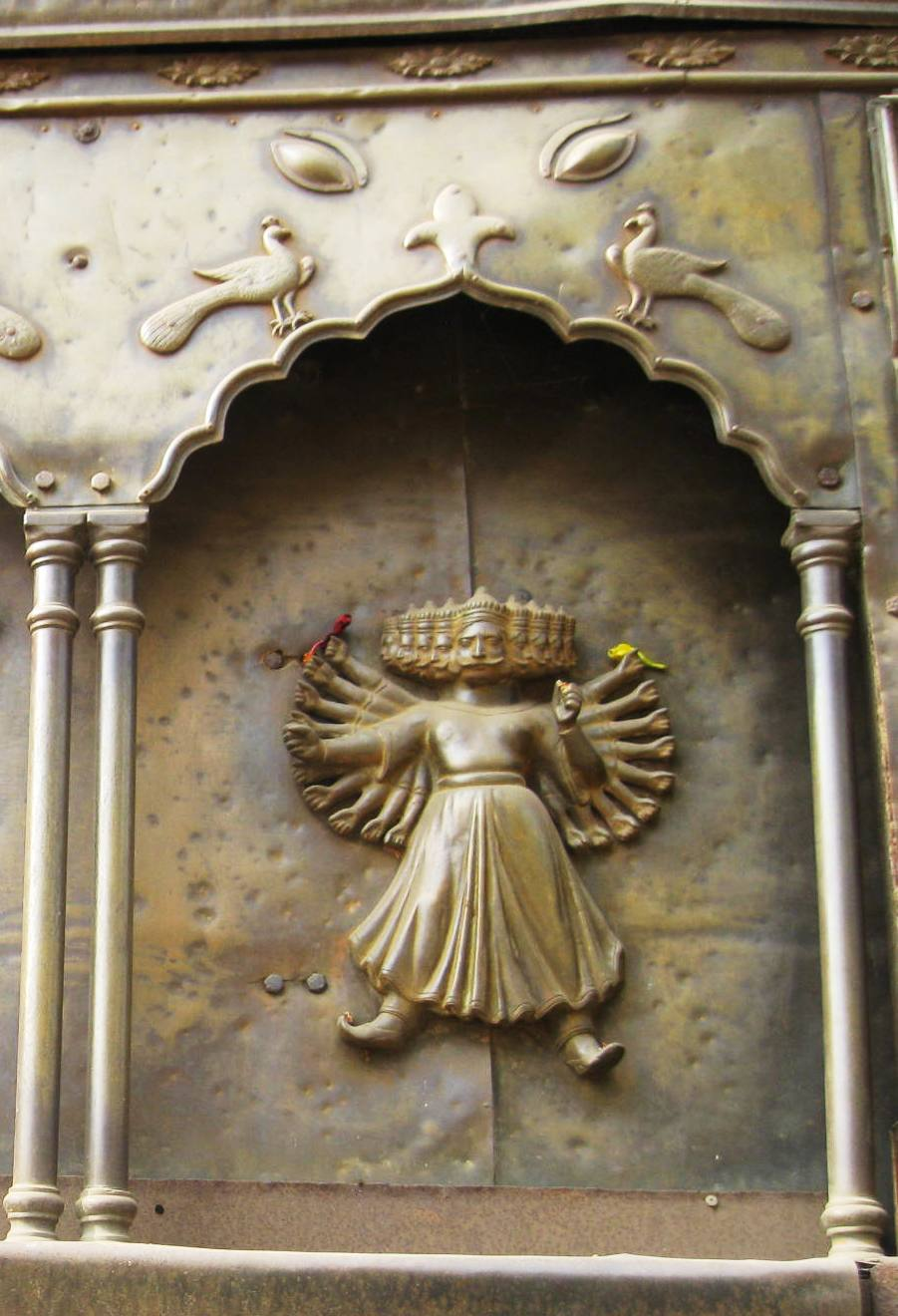
真ちゅう製の戦車に乗ったラーヴァナ、西ベンガル、インド。

ラーヴァナ または ラーワナ（梵: रावण, Rāvaṇa）は、インド神話におけるラークシャサ（羅刹）の王である。叙事詩『ラーマーヤナ』に登場し、ランカー島（セイロン島）を本拠地としてラークシャサ族を治めた。10の頭、20の腕と銅色の目、月のように輝く歯と山のような巨体を持つ。ラークシャサ族のスマーリンの娘カイカシーとヴィシュラヴァスとの息子で、クンバカルナ、ヴィビーシャナ、シュールパナカーと兄弟。また富と財宝の神クベーラ神とは異母兄弟にあたる。アスラ族の1つダーナヴァの王であるマヤの娘マンドーダリーを妃とし、インドラジット（メーガナーダ）をもうけた。
ラーヴァナはかつて傲慢さゆえにランカー島を追われたラークシャサ族の再興を期して、千年のあいだ苦行に励んだ。それは10ある頭を1つずつ切り落として火にくべるという荒行で、最後の1つを切ろうとしたとき、ブラフマー神に認められ、「神仏に負けない」という絶大な特権を得た。またシヴァの住むカイラス山を揺らして罰せられたラーヴァナは、シヴァに許された際チャンドラハース（月の刃）という剣を貰う。そして、当時ランカーを治めていたクベーラ神と戦って、空を飛翔する戦車プシュパカ・ラタを奪取し、たがいの父であるヴィシュヴェーシュヴァラの仲裁によって、クヴェーラ神はカイラス山に退き、ラーヴァナはランカーを得た。
その後ラーヴァナは征服戦争に乗り出す。カールタヴィーリヤ・アルジュナとの戦いでは大敗したが、キシュキンダーでは猿王ヴァーリンと同盟を結び、アヨーディヤーを荒廃させ、冥府に攻め入ってヤマ神の軍勢と戦う。また神々に対しても戦いを挑み、息子メーガナーダはインドラ神に勝利する。これらの戦いによってラーヴァナは、多くの王や聖仙、半神たちから人妻や娘を奪ってランカーに連れ去った。
こうした行為によって、神々はヴィシュヌ神に助けを仰ぎ、ヴィシュヌ神はアヨーディヤーの王子ラーマとして転生し、ラーヴァナを討つことを約束したという。後にラーマによって同族が殺されたことに怒り、ダンダカの森でラーマの妃シーターを奪うが、これをきっかけに猿軍を率いるラーマとのあいだに大戦争が勃発する。